# Hans Kramer (Politiker)
Hans Kramer (* 9. Juni 1903 in Augsburg; † 6. Februar 1980 ebenda) war ein deutscher Politiker (SPD).
Kramer machte die Lehre als Eisendreher, besuchte kaufmännischer Schulen und war anschließend in der Industrie tätig. Er studierte Staatswissenschaften und Volkswirtschaft an der preußischen Staatshochschule Harrisleefeld und baute ein selbständiges Geschäft auf. Im Juni 1933 wurde Kramer in Haft genommen und war 1939 bei Kriegsbeginn als Dreher in der Industrie zwangsverpflichtet. Ab 1943 war er Soldat im Zweiten Weltkrieg an der Ostfront.
1933 war Kramer kurzzeitig Mitglied des Stadtrats in Augsburg. Von 1945 bis 1964 war er SPD-Ortsvorsitzender in Augsburg. Er war 1946 Mitglied der Verfassunggebenden Landesversammlung und von 1946 bis 1970 Abgeordneter des Bayerischen Landtags.